# Delfina Urbina Ospino
Delfina Urbina Ospino (Santa Cruz de Mompós, 16 de enero de 1948) es una científica e investigadora colombiana. Durante su carrera ha enfocado sus esfuerzos investigativos en los rotavirus y su efecto en la mortalidad infantil en la costa Caribe colombiana. Ha sido premiada y reconocida por sus aportes a la ciencia en su país natal y a nivel internacional.

## Biografía

### Formación académica
En 1966, Urbina se vinculó a la Facultad de Química y Farmacia de la Universidad de Cartagena, obteniendo su título en 1972 tras trabajar en una tesis denominada "Estudio de grupos y subgrupos sanguíneos en la población de Cartagena". Más adelante ingresó a la Universidad de Antioquia, donde realizó una Maestría en Microbiología Médica, obteniendo su título en 1978. Dos años después se trasladó a los Estados Unidos para realizar un curso de profundización en Métodos de Laboratorio en  “Laboratory Methods” en el Instituto Politécnico y Universidad Estatal de Virginia.

### Carrera

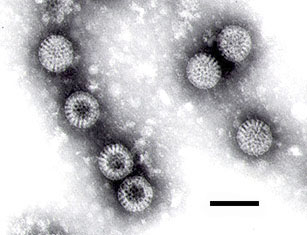
Urbina dedicó gran parte de su etapa de investigación al estudio de los rotavirus, causa más común de diarrea grave en infantes.

Como investigadora trabajó de la mano de instituciones como la Universidad de Antioquia y la Universidad de Cartagena desde la década de 1970 hasta mediados de la década de 2000. En esta última universidad ofició como docente en las áreas de Microbiología y Bacteriología Avanzada. Internacionalmente lideró grupos de investigación en instituciones como el Hospital Presbiteriano y el Instituto Politécnico y Universidad Estatal de Virginia en los Estados Unidos y el Instituto Butantan en Brasil.
Sus líneas de investigación se enfocaron principalmente en el estudio de los agentes causantes de enfermedades infantiles como la diarrea aguda, aunque también estudió las enfermedades febriles de origen viral, las infecciones respiratorias, las enfermedades del sistema nervioso central y las enfermedades de transmisión sexual. Dedicó gran parte de su etapa como investigadora al estudio de los rotavirus, la causa más común de diarrea grave en infantes, enfocándose en la costa Caribe colombiana, donde son comunes estos casos. La científica elaboró la primera descripción de los genotipos comunes, poco comunes y emergentes de rotavirus del grupo A presentes en su país. En propias palabras de la científica:

"La parte de interés médico la inclinaba hacia la epidemiología de los rotavirus como germen importante en el problema de la diarrea en humanos, y la parte de química la enfoqué al papel que podían cumplir los productos lácteos o el agua como vehículos transmisores de los rotavirus".

## Premios y reconocimientos
- 1976 - Premio de la Academia de Medicina de Medellín.
- 1985 - Diploma de Honor, Universidad Laica Vicente Rocafuerte de Guayaquil.
- 2002 - Reconocimiento a la trayectoria en Investigación y Docencia, Universidad de Cartagena.
- 2004 - Reconocimiento a Toda una Vida al Servicio de la Virología en Colombia, Universidad de Antioquia.
- 2011 - Reconocimiento a la mujer investigadora de la Facultad de Medicina de la Universidad de Cartagena, Revista Ciencias Biomédicas.
- 2013 - Miembro Correspondiente, Academia de Historia de Santa Cruz de Mompós.